# Robert Alter
Robert Bernard Alter (New York, 2 aprile 1935) è un critico letterario e traduttore statunitense, specialista di studi biblici.

## Biografia
Professore di lingua ebraica e letteratura comparata all'Università della California - Berkeley (dove insegna dal 1967), Robert Alter si è laureato alla Columbia University e ha preso il dottorato all'Università di Harvard nel 1962. Ha cominciato l'attività di critico sulle pagine del mensile "Commentary" per poi dedicarsi in particolare a studi e traduzioni della Bibbia dall'ebraico all'inglese. Nel 2018 è stata pubblicata la traduzione in lingua inglese dell'Antico Testamento (Hebrew Bible) in tre volumi; ciascun volume è introdotto da un lungo saggio introduttivo e ciascun libro ha un'introduzione particolare. A giudizio di Piero Boitani, «un autentico gioiello di critica interpretativa e di equilibrio nella traduzione».
Alter ha ricevuto il Guggenheim Fellowship nel 1966 e nel 1978. Dal 1986 è membro dell'American Academy of Arts and Sciences. È redattore della "Jewish Review of Books" e presidente della Association of Literary Scholars, Critics, and Writers (ALSCW).

È stato membro, fra gli altri, del comitato didattico-scientifico (Council of Scholars) della Biblioteca del Congresso, consigliere senior dell'agenzia federale National Endowment for the Humanities.

## L'"ambientazione-tipo"
Uno dei suoi contributi più importanti è stato il trasferimento del metodo critico della cosiddetta "ambientazione-tipo" (type-scene) all'esegesi biblica, importandolo dall'ambito letterario di Franz Kafka e dell'ebraismo. Con l'espressione "ambientazione-tipo" intende una convenzione letteraria del narratore che stabilisce una sequenza di tempo-luogo-azione-caratteri stereotipati, ripetutamente proposta in contesti molteplici, con analogie e differenze, in modo tale da trovare un pubblico preparato e recettivo verso i contenuti mostrati.

Un esempio è presente nei racconti kafkiani La condanna e La metamorfosi, nel rapporto padre-figlio di tipo violento e nella seguente proiezione introspettiva del rispettivo protagonista.
Fra gli esempi biblici dell'"ambientazione-tipo" proposti da Alter, vi fu l'incontro di alcuni Patriarchi con le rispettive future mogli, avvenuto nei pressi di una sorgente d'acqua: 
1. Isacco e Rebecca[3]
2. Giacobbe e Rachele[4],
3. Mosè e Zippora[5]

La concordanza nel Nuovo Testamento si trova nell'incontro di Gesù con la samaritana al Pozzo di Giacobbe, nel luogo in cui i padri d'Israele hanno adorato Dio. Gesù si mostra profeta ("hai avuto cinque mariti e quello che hai ora non è tuo marito"), Messia e sorgente di acqua generatrice di vita eterna (v. 14).
Secondo Alter, simile schema, seppure in una variante "deformata", si ripete anche nel Primo Libro di Samuele e nel Libro di Rut, ad esempio in :
- Rut 2[9] con Bòaz, parente di Noemi e futuro padre di Iesse.
- 1 Samuele 1:9-20[10]: preghiera di Anna al Tempio e concepimento di Samuele[11].

## Opere
Traduzioni dalla Bibbia
- The David Story: A Translation with Commentary of 1 and 2 Samuel, 1999
- The Five Books of Moses: A Translation with Commentary, 2004
- The Book of Psalms: A Translation with Commentary, 2007
- The Book of Genesis, 2009
- The Wisdom Books: Job, Proverbs, and Ecclesiastes: A Translation with Commentary, 2010
- Ancient Israel: The Former Prophets: Joshua, Judges, Samuel, and Kings: A Translation with Commentary, 2013
- The Hebrew Bible. A Translation with Commentary, 3 volumi: 1. The Five Books of Moses; 2. Prophets; 3. The Writings, New York - London, W.W. Norton & Company, 2018

Altre opere
- Rogue's Progress: Studies in the Picaresque Novel, 1965
- Fielding and the Nature of the Novel, 1968
- After the tradition: Essays on Modern Jewish Writing, 1969
- Modern Hebrew literature (a cura di), 1975
- Partial Magic: The Novel as a Self-Conscious Genre, 1975
- Defenses of the imagination: Jewish Writers and Modern Historical Crisis, 1977
- Stendhal: A Biography (in collaborazione con Carol Cosman), 1980
- The Art of Biblical Narrative, 1981
- Motives for Fiction, 1984
- The Art of Biblical Poetry, 1985
- A Lion for Love: A Critical Biography of Stendhal (in collaborazione con Carol Cosman), 1986
- The Literary Guide to the Bible (a cura di, in collaborazione con Frank Kermode), 1987
- The Invention of Hebrew Prose: Modern Fiction and the Language Revolution, 1988
- The Pleasures of Reading in an Ideological Age, 1990
- Necessary Angels: Tradition and Modernity in Kafka, Benjamin, and Scholem, 1991
- The World of Biblical Literature, 1992
- Hebrew and Modernity, 1994
- Joyce's Ulysses and the Common Reader, 1997
- Canon and Creativity: Modern Writing and the Authority of Scripture, 2000
- Imagined Cities: Urban Experience and the Language of the Novel, 2005
- Pen of Iron: American Prose and the King James Bible, 2010

In italiano
- Introduzione a Joel Blocker (a cura di), Racconti di Israele, Milano: Dall'Oglio, 1964
- I piaceri della lettura. Il testo liberato, trad. di Marco Pustianaz, Milano: Leonardo, 1990 ISBN 8835500524
- L'arte della narrativa biblica, trad. Enzo Gatti, Brescia: Queriniana, 1990 ISBN 8839920048
- L'arte della poesia biblica, trad. Federica Campagnola, Cinisello Balsamo: San Paolo, 2011 ISBN 9788821571336